# Saint-Aignan-Grandlieu
Saint-Aignan-Grandlieu – miejscowość i gmina we Francji, w regionie Kraj Loary, w departamencie Loara Atlantycka.
Według danych na rok 2010 gminę zamieszkiwało 3506 osób, a gęstość zaludnienia wynosiła 195 osób/km².